# 蒲田治道
蒲田 治道（かまた はるみち）は、戦国時代から安土桃山時代にかけての武将。和賀忠親の家臣。

## 略歴
陸奥国和賀郡を治めた和賀氏に従い、和賀・稗貫一揆や岩崎一揆で活躍した。しかし元から和賀氏の家臣ではなく、和賀忠親の護衛として伊達氏から派遣された者であるとされ、剣技に優れた手錬の人物であったと考えられている。天正18年（1590年）の和賀・稗貫一揆において、鳥谷ヶ崎城を制圧した忠親の父の和賀義忠の軍勢の中に名がみえる。
墓所は宮城県仙台市の国分尼寺にあり、最期を共にした主君の和賀忠親と共に葬られている。墓石は享保5年（1720年）に忠親のひ孫で仙台藩士の直義が建立したとされる。

### 岩崎一揆
慶長5年（1600年）の岩崎一揆を起こし、旧領・陸奥和賀郡を奪還しようとした和賀忠親に蒲田も従って戦った。挙兵した和賀勢は現在の岩手県北上市にあった二子城を拠点として、花巻城とその周辺諸城を急襲（花巻城の夜討ち）し、三の丸、二の丸を攻略し本丸に迫った。しかし南部勢の奮戦により退けられ、さらに拠点の二子城も奪還されて同北上市の岩崎城に移り籠城戦となった。10月中旬には南部勢に南部利直ら主力が到着したが、和賀勢にも伊達氏の援軍であった白石宗直の侍大将鈴木重信率いる部隊が到着して激闘となるが、鈴木重信は討死し、最終的に岩崎城は陥落した。忠親とその主従は仙台領へ逃れた。忠親と主従は仙台領へ逃れる際、石名坂で追い来る南部勢に上から石を投げて攻撃した。南部勢も下から石を投げて応戦したが、上から石を投げられて恐れをなした南部勢との間に距離を作り、無事仙台領に入ったとされる。
その後、仙台国分尼寺に逃げ延びた忠親と共に治道も、他の家臣と互いに刺し違え自害した。